# Mimosa morongii
Mimosa morongii är en ärtväxtart som beskrevs av Nathaniel Lord Britton. Mimosa morongii ingår i släktet mimosor, och familjen ärtväxter. IUCN kategoriserar arten globalt som akut hotad. Inga underarter finns listade i Catalogue of Life.